# Тектонофизика

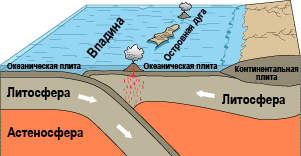
Конвергенция двух океанических плит

Тектонофи́зика — раздел геофизики, изучающий физические основы деформации геологических тел в литосфере и динамические геологические процессы. Данный раздел охватывает изучение как отдельных минералов, так и тектонических плит и процессов (сил и напряжений), происходящих в коре и мантии Земли, геодинамическую обстановку и структурные парагенезы.

## Определение
В русскоязычной литературе в качестве цели тектонофизических исследований рассматривается выяснение генезиса деформационных структур в полях напряжения в земной коре. Эта область науки включает изучение процессов деформации геологических тел и горных пород, реконструкцию направления перемещений геологических объектов, масштаба деформаций и направления и величины действовавших сил. В литературе на других языках термин «тектонофизика» имеет более широкое значение и охватывает физику всех процессов, протекающих в твёрдой Земле. Тектонофизика подразделяется на теоретическую (разработка физических основ), общую (экспериментальные и полевые исследования отдельных процессов) и прикладную. Прикладные тектонофизические исследования важны в том числе для прогнозирования землетрясений и поиска полезных ископаемых.

## Методы
Хотя первые попытки тектонофизического моделирования Большая российская энциклопедия относит к XIX и началу XX века, оговаривается, что они проводились не в соответствии с теорией подобия и что необходимую базу для её корректного применения в моделировании геологических структур разработали только в середине XX века в СССР (В. В. Белоусов и М. В. Гзовский) и США (Х. Рамберг).
В рамках тектонофизических экспериментов по деформации горных пород используется стальная камера цилиндрической формы, в которой образцы, помещённые в жидкость, подвергаются меняющемуся давлению, регулируемому движением поршня. Среди прочего, в конце XX и начале XXI века таким образом изучалось протекание микротектонических процессов — дислокационного скольжения, рекристаллизации и прочих. При моделировании используются так называемые эквивалентные материалы, обладающие низкой вязкостью: битум, густые смазочные масла, влажная глина, канифоль.
Выделяются следующие методы моделирования тектонических процессов:
- Общее — используется при качественной оценке деформационного процесса путём воспроизведения тектонических структур конкретных местностей. В рамках мделирования изучается зарождение и формирование структуры в ходе деформации с учётом додеформационных структурных неоднородностей и реологического типа модельного материала.
- Поляризационно-оптическое — эксперименты проводятся на прозрачных моделях, просвечиваемых поляризованным светом. Методика опирается на способность прозрачных изотропных материалов, таких как стекло и желатин, при деформационных напряжениях приобретать свойство двулучепреломления. Величина двулучепреломления, зависящая от величины напряжения, измеряется оптически.
- Природное — в качестве объектов выступают природные деформационные процессы со значительно более высокой скоростью протекания, чем в земной коре (деформации в ледниках, оползни и т. д.). Результаты подобных естественных процессов доступны для непосредственного наблюдения.
- Математическое — применяется для прогнозирования и оптимизации многопараметрических нелинейных процессов (например, конвекции в земной мантии).